# Charles Inglis
Sir Charles Edward Inglis, OBE, FRS (  /ˈɪŋɡəlz/ ; 31 de julio de 1875 – 19 de abril de 1952) fue un ingeniero civil británico. Hijo de un médico, se educó en Cheltenham College y ganó una beca para King's College, Cambridge, donde más tarde forjaría una carrera como académico. Inglis pasó un período de dos años en la empresa de ingeniería dirigida por John Wolfe-Barry antes de regresar a King's College como profesor. Trabajando con los profesores James Alfred Ewing y Bertram Hopkinson, realizó varios estudios importantes sobre los efectos de la vibración en las estructuras y los defectos en la resistencia de las placas de acero.
Inglis sirvió en Royal Engineers durante la Primera Guerra Mundial e inventó el Puente Inglis, un sistema de puente de acero reutilizable. – el precursor del puente Bailey más famoso de la Segunda Guerra Mundial. En 1916 fue puesto a cargo del diseño y suministro de puentes en la Oficina de Guerra y, con Giffard Le Quesne Martel, fue pionero en el uso de puentes temporales con tanques. Inglis se retiró del servicio militar en 1919 y fue nombrado Oficial de la Orden del Imperio Británico. Regresó a la Universidad de Cambridge después de la guerra como profesor y director del Departamento de Ingeniería. Bajo su liderazgo, el departamento se convirtió en el más grande de la universidad y en una de las escuelas de ingeniería mejor consideradas del mundo. Inglis se retiró del departamento en 1943.
IInglis perteneció a la Institución de Arquitectos Navales, la Institución de Ingenieros Civiles, la Institución de Ingenieros Mecánicos, la Institución de Ingenieros Estructurales, la Institución de Ingenieros de Obras Hidráulicas y la Asociación Británica de Obras Hidráulicas; formó parte de varios de sus consejos y fue elegido presidente de la Institución de Ingenieros Civiles para la sesión de 1941-1942. Además, fue miembro de la Royal Society. Inglis presidió un comité de modernización ferroviaria del Ministerio de Transportes de Guerra en 1946 y fue miembro de la junta de investigación sobre la desaparición del dirigible R101. Tras recibir el título de caballero en 1945, pasó el resto de su vida perfeccionando sus teorías sobre la enseñanza de la ingeniería y escribiendo un libro de texto sobre mecánica aplicada. Tiene un edificio en su honor en la Universidad de Cambridge y ha sido considerado el mejor profesor de ingeniería de todos los tiempos.

## Primeros años y carrera
Charles Inglis fue el segundo hijo del Dr. Alexander Inglis (un médico general en Worcester) y su primera esposa, Florence, la hija del propietario del periódico John Frederick Feeney. Su hermano mayor era el historiador John Alexander Inglis FRSE Su padre, Alexander Inglis nació en Escocia en una familia respetable. – su abuelo, John Inglis, fue almirante en la Royal Navy y había capitaneado el HMS<i id="mwPA">Belliqueux</i> en la batalla de Camperdown en 1797.
Charles Inglis nació el 31 de julio de 1875. No se esperaba que sobreviviera y fue bautizado apresuradamente en el salón de su padre; su madre murió por complicaciones once días después. Su familia se mudó a Cheltenham e Inglis fue educado en Cheltenham College desde 1889 hasta 1894. En su último año, fue elegido director y recibió una beca para estudiar Matemáticas Tripos en King's College, Cambridge. Inglis era el vigésimo segundo wrangler cuando recibió su título de Licenciado en Artes en 1897; permaneció por cuarto año, logrando honores de primera clase en Ciencias Mecánicas. Inglis era un gran deportista y disfrutaba de las carreras de larga distancia, la marcha, el montañismo y la vela. En Cambridge, estuvo a punto de obtener un azul por carreras de larga distancia, pero se vio obligado a retirarse de una carrera importante debido a un tirón muscular. También era seguidor del equipo de la Unión de Rugby de la Universidad de Cambridge, viendo sus partidos en Grange Road.
Después de graduarse, Inglis comenzó a trabajar como aprendiz para la firma de ingeniería civil de John Wolfe-Barry & Partners. Trabajó como dibujante en la oficina de dibujo durante varios meses antes de ser colocado con Alexander Gibb, quien actuaba como ingeniero residente en una extensión del Ferrocarril del Distrito Metropolitano entre Whitechapel y Bow. Inglis fue responsable del diseño y supervisión de los trece puentes de la ruta. Fue durante este tiempo que comenzó su estudio de toda la vida de la vibración y sus efectos sobre los materiales, en particular los puentes.
Tras completar una tesis titulada The Balancing of Engines en 1901, que fue el primer tratamiento exhaustivo del tema, cada vez más crucial a medida que aumentaba la velocidad de las locomotoras, Inglis fue nombrado miembro del King's College. Ese mismo año obtuvo el título de Master of Arts y fue aceptado como miembro asociado de la Institución de Ingenieros Civiles (ICE) después de que su trabajo de estudiante sobre Los métodos geométricos en la investigación de problemas mecánicos ganara el Premio Miller de la organización. Tras dos años de aprendizaje, Inglis dejó Wolfe-Barry para regresar al King's College y trabajar como ayudante de James Alfred Ewing. Ewing era catedrático de Mecánica y Mecánica Aplicada. Inglis continuó interesado en el equilibrado de motores y el 16 de abril de 1902 presentó una solicitud de patente en EE. UU. para un motor mejorado con cilindros montados extremo con extremo para igualar las fuerzas entre ellos.
El profesor Ewing dejó la universidad en 1903 para convertirse en el primer Director de Educación Naval en el Almirantazgo, pero Inglis permaneció; fue nombrado demostrador universitario en mecanismo por el profesor Bertram Hopkinson, sucesor de Ewing, y trabajó con él para estudiar los efectos de la vibración. Inglis fue ascendido a profesor de ingeniería mecánica en 1908. Hopkinson reconoció las habilidades académicas de Inglis y le asignó la carga docente más pesada de todo el personal, cubriendo la estática, la dinámica, la teoría de la ingeniería estructural, la ingeniería de materiales, el dibujo, el balance de motores y el diseño de vigas de acero y hormigón armado. Inglis recordó más tarde que si deseaba aprender más sobre un tema, se ofrecía como voluntario para impartir un curso sobre el mismo. A partir de 1911, Inglis se involucró en la ingeniería hidráulica y formó parte de la junta directiva de la Universidad de Cambridge y Town Waterworks Company, sirviendo como vicepresidente de 1924 a 1928 y presidente de 1928 a 1952.
Inglis realizó una investigación sobre el problema de la fractura en las placas de metal de los cascos de los barcos y notó que los orificios de los remaches a lo largo del camino de una grieta a menudo se deformaban en forma elíptica. Este fenómeno lo llevó a investigar la magnificación de la tensión provocada en los bordes de un defecto elíptico; en 1913 publicó un artículo de sus teorías que se ha descrito como su contribución más importante a la ingeniería y el primer trabajo moderno serio sobre la fractura de materiales. Alan Arnold Griffith más tarde se basó en el artículo de Inglis para su trabajo sobre la aparente discrepancia entre las fuerzas calculadas y reales de los materiales. El artículo de Inglis de 1913 ha sido citado por alrededor de 1200 trabajos posteriores.
Inglis se había casado con Eleanor Moffat, hija del teniente coronel Herbert Moffat de South Wales Borderers, en 1901, y se conocieron en unas vacaciones en Suiza. Vivieron en Maitland House, Cambridge, hasta 1904, cuando Inglis construyó una casa a la que llamó Balls Grove en las cercanías de Grantchester, donde nacieron sus dos hijas y la familia residió hasta 1925. Más tarde se mudaron a 10 Latham Road, que Inglis rebautizó como Niddrys en honor a la primera dirección conocida de sus antepasados en Edimburgo.

## Servicio militar

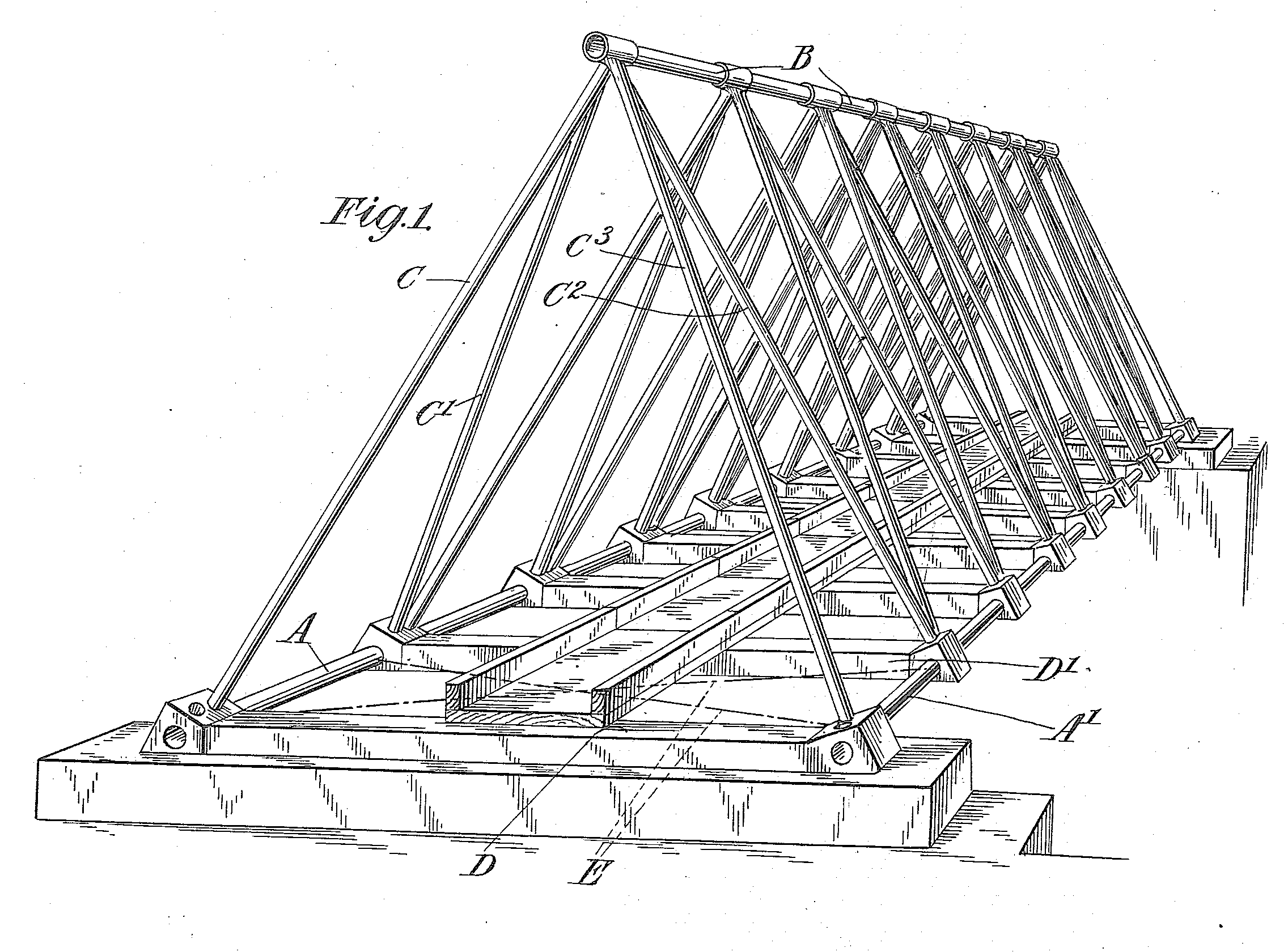
Una variante de pasarela "pirámide" de Inglis

Inglis participó en el Cuerpo de Entrenamiento de Oficiales de la Universidad de Cambridge (CUOTC), y fue nombrado segundo teniente el 24 de mayo de 1909.  Sirvió con el destacamento de ingeniería de la CUOTC y notó que cuando la unidad se desplegaba en los días de campo con el resto de la fuerza, a menudo tenía poco que hacer. Para remediar esto, Inglis diseñó un puente de acero reutilizable, con la intención de que la unidad pudiera montarlo y desmontarlo en una sola tarde. Un general del ejército que estaba inspeccionando la unidad notó su diseño y ofreció un consejo: "Si está haciendo algo para el ejército, manténgalo simple". – sin artilugios complicados". Tras el estallido de la Primera Guerra Mundial en 1914, Inglis se ofreció como voluntario para el servicio activo en el ejército británico y fue incluido oficialmente como Instructor Asistente en la Escuela de Ingeniería Militar, con el rango temporal de teniente.  El ejército expresó interés en el diseño del puente de Inglis; fue aprobado para su uso por un panel de oficiales del ejército que incluía al general que había comentado por primera vez sobre el diseño, a quien Inglis dijo: "Espero, señor, encontrará que me he beneficiado de su consejo". El diseño permaneció en servicio con el ejército británico hasta que se introdujo el puente Bailey de mayor capacidad durante la Segunda Guerra Mundial.
El puente Inglis fue diseñado para que todos sus componentes pudieran moverse solo con mano de obra; además, podría montarse con pocas herramientas en poco tiempo – una tropa de 40 zapadores podría erigir un 60 pies (18,3 m) puente en 12 horas. El diseño estaba compuesto por una serie de 15 pies (4,6 m) Bahías de celosía Warren hechas de secciones tubulares de acero, hasta un claro máximo de seis bahías ( 27,4 m). El diseño pasó por tres revisiones: el Mark II reemplazó los tubos de longitud variable del diseño original por otros de longitud idéntica y, durante la Segunda Guerra Mundial, el Mark III usó acero de mayor resistencia pero diámetros de tubo más pequeños, aumentando la capacidad de carga a 26 toneladas largas (26,4 t). Además del diseño de su puente, durante el curso de la guerra desarrolló la Torre de Observación Tubular Inglis similar. Inglis recibió una patente estadounidense para su puente el 25 de abril de 1916 y para el tipo de juntas utilizadas en él el 26 de junio de 1917.
En 1916, Inglis fue puesto a cargo del diseño y suministro de puentes en la Oficina de Guerra, en cuyo papel fue un defensor del mayor uso de puentes de vigas en aplicaciones militares.  Fue Inglis el primero que le demostró al ejército que los componentes pesados esenciales para los puentes de vigas no impedían su montaje rápido en condiciones de campo. Esto condujo a un mayor uso de tales puentes, particularmente el Puente Inglis, para tanques más adelante en la guerra. Recibió el ascenso al rango de capitán en la Lista General de Oficiales el 6 de mayo de 1916 y se convirtió en capitán de personal adjunto a la Oficina de Guerra el 26 de junio de 1917.   Fue ascendido al rango de brevet de mayor como parte de los honores del cumpleaños del rey el 3 de junio de 1918 y más tarde ese año trabajó con Giffard Le Quesne Martel para desarrollar algunos de los primeros tanques para tender puentes. Inglis se retiró del ejército el 9 de marzo de 1919, habiendo sido recompensado por su servicio militar con un nombramiento como Oficial de la Orden del Imperio Británico.

## Regreso al King's College
Inglis regresó a Cambridge en 1918 y fue nombrado profesor de Mecanismos y Mecánica Aplicada (rebautizado como Ciencias Mecánicas en 1934). El 25 de marzo de 1919, fue seleccionado para dirigir el Departamento de Ingeniería de la Universidad de Cambridge como sucesor de Hopkinson, quien había muerto en un accidente aéreo el año anterior. Aunque no hizo cambios radicales, como había ocurrido con sus predecesores, bajo la supervisión de Inglis, el departamento se convirtió en el más grande de la universidad y en una de las mejores escuelas de ingeniería del mundo. Fue responsable de expandir el departamento para satisfacer la creciente demanda de ingenieros de la posguerra y de la mudanza de su hogar tradicional en Free School Lane. Inglis adquirió los 4 acres (1,6 ha) Scroope House en Trumpington Street para el departamento y construyó un edificio de 50 000 pies cuadrados (4645,2 m²)   laboratorio en el sitio en 1923, seguido en 1931 por una estructura que contiene salas de conferencias y una oficina de dibujo.
Sir Frank Whittle, inventor del motor a reacción, James N. Goodier, ingeniero mecánico académico conocido como el "Padre del Concorde", y Beryl Platt, baronesa Platt, fueron algunos de los alumnos de Inglis en Cambridge (coetáneo conservador). Además, habló con Yury Lomonosov, ingeniero ferroviario ruso, y dio conferencias a Albert Chibnall, bioquímico. Inglis era realista sobre las verdaderas intenciones de muchos de sus estudiantes de la época, a pesar de ser mentor de algunos de los mejores ingenieros de su generación. Una vez dijo a un grupo de estudiantes de primer año: "Señores, sus padres no les enviaron a Cambridge para que se convirtieran en ingenieros; les enviaron para que recibieran una educación. Sin embargo, creen que leer ingeniería es una forma fantástica de formarse. Sin embargo, el 90 % de ustedes habrán ascendido a puestos directivos en diez años, ya sea en los departamentos de diseño, fabricación, ventas, investigación o incluso contabilidad de las empresas. El 10 % restante habréis triunfado como autores, abogados y otros profesionales". Inglis no se inmutó y se esforzó por ofrecer a sus alumnos la formación en ingeniería más amplia posible, abarcando todas las áreas para evitar que se vieran "encorsetados por una especialización prematura".

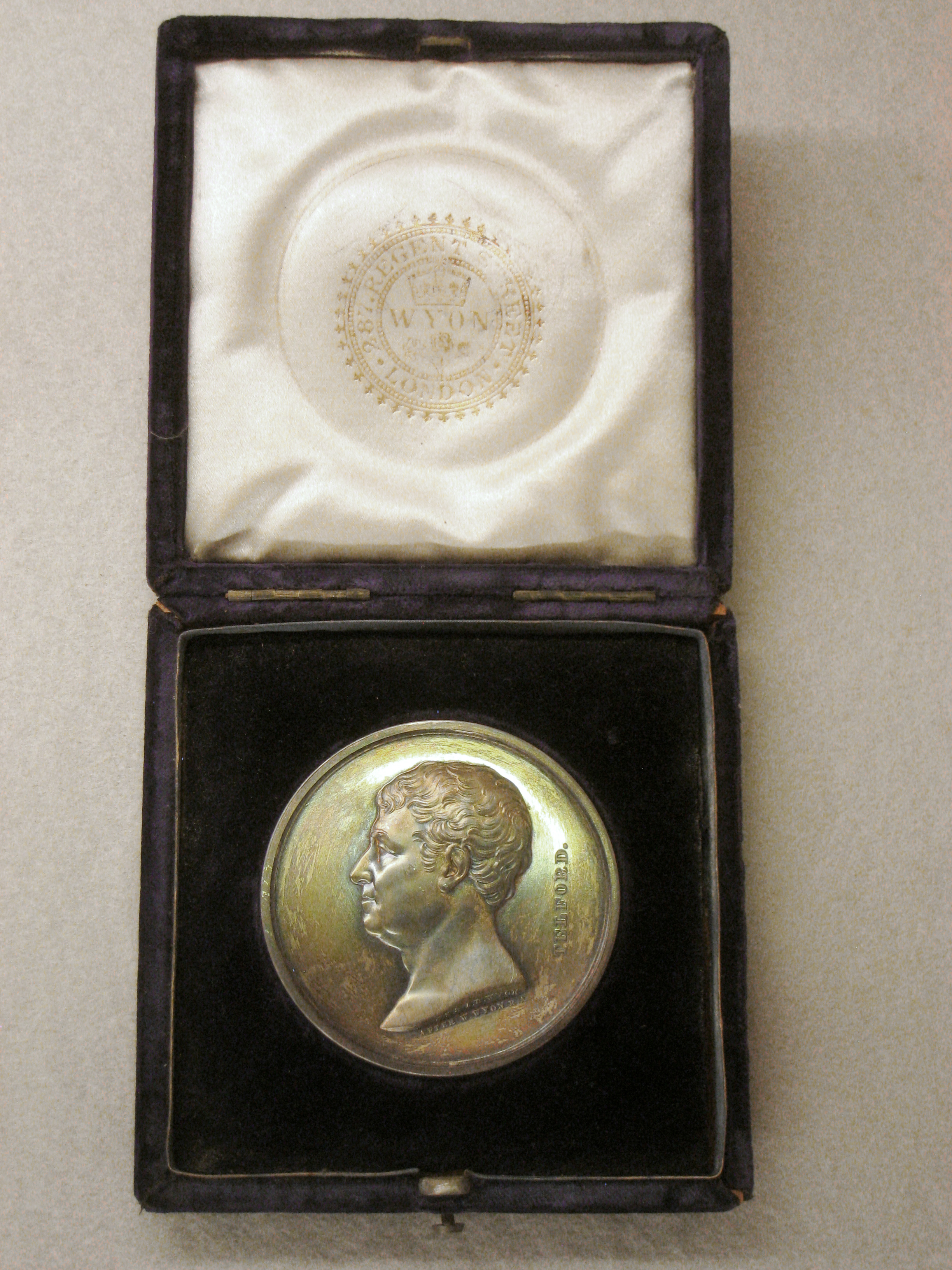
Medalla Telford de la Institución de Ingenieros Civiles como la otorgada a Inglis en 1924

Inglis tenía estrechos contactos con la industria y pudo establecer una cátedra en ingeniería aeronáutica y vínculos con una estación de vuelo experimental cercana del Ministerio del Aire. También logró hacer arreglos con la Oficina de Guerra para que los oficiales de Ingenieros Reales estudiaran Ingeniería Tripos en la universidad. La universidad recibió elogios por la calidad de su enseñanza durante el mandato de Inglis, aunque su departamento ha sido criticado por su "descuido comparativo de la investigación original". Desde 1923, estuvo involucrado en el análisis de la vibración y sus efectos en los puentes ferroviarios, incluido un período que pasó trabajando con Christopher Hinton durante el último año de este último como estudiante en Cambridge. Inglis fue nombrado miembro de un subcomité del Comité de Estrés de Puentes del Departamento de Investigación Científica e Industrial del gobierno británico por Ewing, quien era presidente, y se convirtió en responsable de casi todas las matemáticas de la investigación. Inglis derivó una teoría que permitió la evaluación precisa de las vibraciones causadas por la fuerza del golpe de martillo impartida al puente por las locomotoras, y el informe del comité de 1928 incluyó recomendaciones de que la fuerza del golpe de martillo se incluyera en los cálculos de diseño del puente en el futuro. Durante el transcurso de este trabajo, Inglis pudo demostrar que el aumento de la oscilación de los puentes a velocidades del tren más allá de las que correspondían a la frecuencia natural del puente se debía a la influencia de la suspensión de la locomotora. – la primera vez que se explicaba este fenómeno. El trabajo de Inglis sobre la vibración de los puentes se ha descrito como su investigación de posguerra más importante. Siguió el trabajo utilizando una serie armónica y el método de Macaulay para aproximar la vibración de vigas de distribución de masa no uniforme o módulo de flexión. Este trabajo está relacionado con el método posterior utilizado por Myklestad y Prohl en el campo de la rotordinámica.
Inglis fue elegido miembro de la Institución de Ingenieros Civiles en 1923 y se convirtió en miembro de su consejo en 1928. Fue muy activo profesionalmente y también se desempeñó en los consejos de la Institución de Arquitectos Navales, la Institución de Ingenieros Estructurales y la Institución de Ingenieros de Obras Hidráulicas; fue miembro honorario de la Institución de Ingenieros Mecánicos. Inglis también fue un escritor prolífico, publicando 25 libros y artículos académicos sobre una amplia gama de temas de ingeniería. Recibió la Medalla Telford de ICE en 1924 por un artículo titulado La teoría de las oscilaciones transversales en vigas y su relación con la carga viva y la asignación de impacto. En 1926, fue designado miembro de una Comisión Real que consideraba el tráfico a través de ríos en Londres con especial referencia a los puentes de Waterloo y St Paul.  Inglis fundó la Asociación de Ingenieros de Cambridge para promover las actividades sociales en la Universidad y vio a Sir Charles Parsons designado como su primer presidente en 1929. En el mismo año, la Universidad de Edimburgo le otorgó el título honorífico de Doctor en Derecho.
En 1930, Inglis fue nombrado miembro de la junta de investigación que investigaba el accidente del dirigible R101, y ese mismo año fue nombrado miembro de la Royal Society. Fue miembro del Comité Asesor de Investigación Científica de London, Midland and Scottish Railway de 1931 a 1947 y realizó numerosos experimentos en su nombre en los laboratorios de Cambridge. Pudo probar los factores detrás de la oscilación de caza, una oscilación violenta de los vagones de ferrocarril, y desarrolló equipos de prueba para aproximar el desgaste de las vías del tren y las ruedas en el campo.
Inglis publicó el libro A Mathematical Treatise on Vibrations in Railway Bridges en 1934, que fue descrito por un crítico como "un activo valioso tanto para el matemático como para el ingeniero", y también presentó varios documentos sobre el tema a la Institución de Ingenieros Civiles (ICE). Inglis pronunció la Conferencia Conmemorativa de Trevithick para el ICE en 1933 y fue elegido presidente de la Asociación Británica de Abastecimiento de Agua en 1935. Aproximadamente en ese momento, fue nombrado miembro del consejo de gobierno de Cheltenham College, del cual siguió siendo miembro por el resto de su vida. Inglis fue el presidente del Congreso Internacional de Mecánica Teórica y Aplicada de 1934 celebrado en Cambridge, uno de la serie de Congresos que dieron origen a la IUTAM. Fue un proponente de la beca de la Royal Society de Andrew Robertson, el ingeniero mecánico, en 1936.

## Segunda Guerra Mundial y después

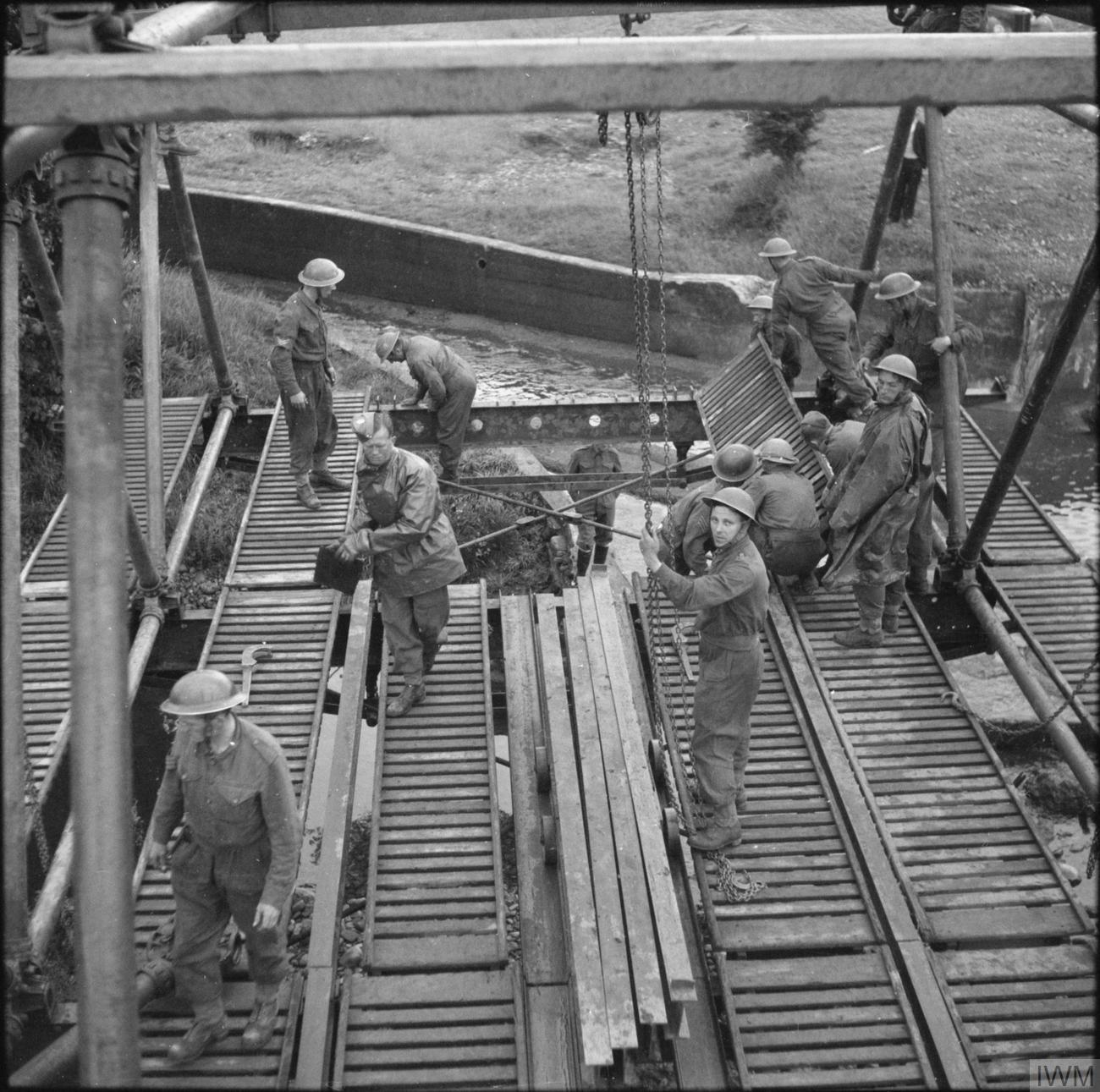
Un puente Mark III Inglis en construcción en 1943

Inglis debía jubilarse de la universidad en 1940, pero lo convencieron de que permaneciera durante otros tres años para que John Baker pudiera ser designado en su lugar. El interés en el puente del ejército de Inglis se reavivó en la Segunda Guerra Mundial y el diseño Mark III se introdujo en 1940. Inglis solicitó una patente de los Estados Unidos para el tipo particular de cerchas triangulares utilizadas en su puente en 1940; que fue aprobado y concedido en 1943. La prueba de un prototipo del Mark III reveló una debilidad en la cuerda superior de la armadura y el rediseño posterior complicó el proceso de producción. Si bien el puente se produjo en cantidades limitadas a partir de 1940, fue reemplazado en gran parte por el puente Bailey, introducido en 1941, un hecho que decepcionó a Inglis. El diseño de Inglis permaneció en servicio durante algún tiempo debido a la falta de recursos para la producción del puente Bailey y vio el servicio en las áreas traseras y con la 1.ª División de Infantería de Canadá.
Inglis fue elegido para dirigir la CIE en la legislatura de 1941-1942, tras haber sido vicepresidente en 1938. Pronunció uno de los mejores discursos inaugurales sobre el tema de la enseñanza de la ingeniería. La cita que utilizó en su discurso, "El alma y el espíritu de la educación es ese hábito mental que permanece cuando el estudiante ha olvidado por completo todo lo que se le ha enseñado", ha sido citada desde entonces por numerosas organizaciones para destacar la importancia de la formación en ingeniería. En 1943, pronunció la conferencia Thomas Hawksley de la Institución de Ingenieros Mecánicos sobre "Principios y aplicaciones giroscópicos", y en 1944, la quincuagésima primera conferencia James Forrest de la ICE sobre "Vibraciones mecánicas, su causa y prevención", por la que también recibió la medalla Charles Parsons. Presentó su método de la función básica, una alternativa al uso de las series de Fourier para el análisis de las vibraciones en vigas, durante la conferencia en memoria de Parsons que pronunció ante la Institución de Ingenieros y Constructores Navales de la Costa Noreste en 1945.
Después de su retiro como jefe de departamento, Inglis se desempeñó como vicerrector del King's College de 1943 a 1947. Recibió el título de caballero en los Honores del Cumpleaños del Rey de 1945 y en 1946 fue designado presidente del comité encargado de asesorar al Ministro de Transporte de Guerra sobre la modernización ferroviaria.  Inglis continuó desarrollando sus teorías sobre la enseñanza de la ingeniería y escribió en las Actas de la Institución de Ingenieros Mecánicos en 1947 sobre la enseñanza de las matemáticas de ingeniería: "Mathematics [required by engineers] though it must be sound and incisive as far as goes, need not be of that artistic and exalted quality which calls for the mentality of the real mathematician.  It can be termed mathematics of the tin-opening variety, and in contrast to real mathematicians, engineers are more interested in the contents of the tin than in the elegance of the tin-opener employed". Publicó el libro de texto Mecánica aplicada para ingenieros en 1951, después de lo cual pasó tres meses como profesor invitado en la Universidad de Witwatersrand en Sudáfrica. Su esposa, Lady Eleanor Inglis, murió el 1 de abril de 1952 y Charles murió dieciocho días después en Southwold, Suffolk. El edificio Inglis del Departamento de Ingeniería de la Universidad de Cambridge lleva su nombre en su honor. Inglis ha sido descrito como el mejor maestro de ingeniería de su tiempo.